# Daniel Harvey Hill
Daniel Harvey Hill, i den historiska litteraturen omnämnd som D.H. Hill, född 1821, död 1889, var en general i sydstatsarmén vilken före och efter det amerikanska inbördeskriget verkade som lärare och skoladministratör.

## Ungdom
Harvey Hills far, Solomon Hill, dog redan 1825 varför hans mor, Nancy Cabeen Hill, ensam fick uppfostra de fem barnen. Trots en sviktande hälsa lyckades Hill 1838 bli antagen som kadett vid West Point. Han deltog i mexikansk-amerikanska kriget som artilleriofficer och blev befordrad "i armén" två gånger på grund av tapperhet och förtjänster på slagfältet.

## Pedagog
Efter kriget tog Hill avsked och blev lektor i matematik vid Washington College i Lexington, Virginia. Han förblev i Lexington till 1859 då han organiserade och blev förste rektor för ett militärläroverk i North Carolina. Skolans verksamhet hade knappt hunnit komma igång då det amerikanska inbördeskriget bröt ut.

## Inbördeskriget
När inbördeskriget bröt ut utnämndes Harvey Hill till överste och regementschef för ett infanteriregemente från North Carolina. Redan på sommaren 1861 blev han befordrad till brigadgeneral och ett knappt år senare till generalmajor. Han deltog som arméfördelningschef bland annat i slaget vid Antietam. Han befordrades till generallöjtnant sommaren 1863 och kommenderades som armékårchef till Braxton Braggs undsättning vid Chickamauga. I en skrivelse till presidenten föreslog han att Bragg skulle avsättas som fältarméchef på grund av sin inkompetens. President Jefferson Davis tog så illa vid sig av denna skrivelse, att han inte skickade Hills generallöjtnantsfullmakt till senaten för konfirmation. Hill återgick till generalmajorsgraden, men presidenten fråntog honom även allt aktivt befäl ända till krigets slutskede.

## Efter kriget
Efter kriget gav Harvey Hill ut en inflytelserik tidskrift kallad The Land We Love. Hans målsättning var att bidra till uppbyggnaden av ett nytt Södern efter krigets förödelse. De ämnen som tidskriften behandlade var därför industrialisering, utbildning, lantbruk, litteratur och kultur. Trots sin kritiska inställning till Jefferson Davis och Robert E. Lee deltog han inte i någon offentlig polemik om kriget, därför att han ansåg sitt militära rykte skadat. Hill blev rektor för vad som senare blev Arkansas universitet 1877-1884 och var sedan rektor för ett militärläroverk i Georgia till sin död.

## Familjeliv och religion
Harvey Hill gifte sig 1848 med Isabella Morrison, äldre syster till Stonewall Jacksons andra hustru Anna Morrison. De var döttrar till teologie doktorn Robert Hall Morrison, som var en presbyteriansk pastor och förste rektor för Davidson College. Tillsammans fick de nio barn, av vilka sex nådde vuxen ålder. En son blev högskolerektor, en annan ordförande i Arkansas högsta domstol. Harvey Hill var en djupt religiös människa med en stark presbyteriansk tro. Han iakttog strikt söndagens helg och kastade sig med fatalistiskt mod in i striden, och tillskrev alltid Gud äran för segern. Denna tro var honom till starkt stöd när han dog en långsam och plågsam död av cancer i magen.